# Прекинато Градище
Вижте пояснителната страница за други значения на Градище.
Прекинато Градище (на македонска литературна норма: Прекинато Градиште) е крепост, съществувала през Късната античност и Средновековието, разположена над царевоселското село Вирче, Северна Македония.

## Местоположение
Прекинато Градище е разположено на 50-85 m високи рид на 2 km източно от Вирче, на 930 m надморска височина, високо във Влахина. Ридът е тесен и дълъг, отгоре заравнен, а страните му падат стърмно в поройни долинки. Покрай него минава стара патека към планинския превал на 1 km на изток, през който се слиза в долината на Струма.

## Античност
В Късната античност на рида е изградена погранична крепост с площ 1,2 ha. Челото на крепостта има издадена кула, а южният зид е удвоен — следи от голямо обновяване в VI век. Във вътрешността има основи на много сгради. Открити са монети от късния IV и VI век и керамика. През челото на крепостта е частично разкопана една базилика от VI век. Крепостта е контролирала границата на провинцията Македония II.

## Средновековие
В средната част на крепостта е открита средновековна керамика и медни скифати от XIII век, български имитации на Мануил I Комнин. Няма следи от обновяване на зидовете и вероятно крепостта е използвана само в периоди на кризи.